# Highroads Course
Der Highroads Course war die erste und mit über 83 km Länge bislang längste Motorsport-Rennstrecke die auf der Isle of Man für Motorsport-Wettbewerbe genutzt wurde. Der temporäre Straßenkurs wurde erstmals 1904 genutzt.

## Geschichte

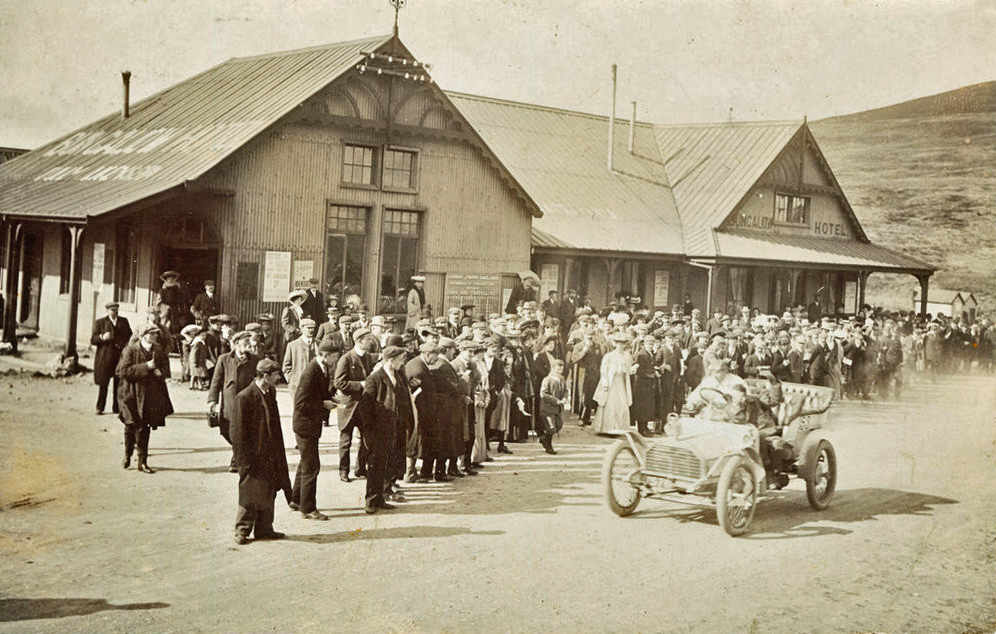
John Napier auf einem Arrol-Johnston am Bungalow während der RAC Tourist Trophy 1905

Die Strecke war von 1904 bis 1906 in Gebrauch.

## Streckenbeschreibung
Der Straßenkurs war 52,15 Meilen lang und begann an der Quarterbridge in der Stadt Douglas. Der Rundkurs führte über eine Reihe öffentlicher Straßen, darunter:
- Die Hauptstraße A5 New Castletown nach Douglas und die A3 Castletown-Ramsey nach Ballaugh Bridge.
- Die ursprüngliche A10 Jurby Coast Road von Ballaugh Bridge bis Ballaugh Cronk und die A13 Jurby Road von Ballaugh Cronk nach Ramsey, einschließlich der A9 Bowring Road in Ramsey, dieser Abschnitt ist als Sandygate Loop bekannt.
- Die A2 Albert Road im Zentrum von Ramsey, einschließlich eines Abschnitts einer Privatstraße und der primären A18 Mountain Road bis zur Kreuzung mit der A21 und der C10 Scholag Road in Cronk-ny-Mona in Douglas.
- Die ursprüngliche A21 Johnny Watterson('s) Lane in Cronk-ny-Mona, die A22 Ballanard Road, A2 Bray Hill und die A2 Quarterbridge Road in Douglas.

Der höchste Punkt der Strecke befand sich bei Brandywell auf der ursprünglichen A18 Mountain Road mit einer Höhe von 422 Metern über dem Meeresspiegel. Mit der Streckenführung umrundete der über 420 Kurven umfassende Kurs fast die gesamte Isle of Man.

## Veranstaltungen
1904 und 1905 wurde das nationale Gordon Bennett Elimination Trial auf der Strecke ausgetragen. 1905 und 1906 kamen auch die beiden ersten Ausgaben der RAC Tourist Trophy zur Austragung, wobei 1906 eine verkürzte Streckenvariante benutzt wurde.